# Maison Leboix
La maison Leboix est située à Montluçon (France).

## Localisation
La maison est située sur la commune de Montluçon, au 2 rue Porte-Saint-Pierre, dans le département de l'Allier, en région Auvergne-Rhône-Alpes.

## Description
Maison de la fin du XVe siècle avec ossature en pans de bois et façade sculptée. Au-dessus du rez-de-chaussée, deux étages sont posés en léger encorbellement. Au-dessus d'une sablière moulurée d'un cordon saillant, le premier étage est divisé en six panneaux, dont les trois supérieurs ont une hauteur double de ceux du bas, dont ils sont séparés par une entretoise horizontale formant l'appui de la fenêtre ouverte dans la partie centrale. Chacun des trois panneaux du bas a une ossature de bois en croix de saint-André. Deux croix de saint-André superposées forment l'ossature des deux panneaux supérieurs de chaque côté de la fenêtre. Les deux poteaux corniers sont décorés de petits pilastres cubiques terminés dans le haut et dans le bas par des moulures prismatiques, et chargés en leur milieu de pinacles aigus à crochets. Ils sont surmontés de dés cubiques où font saillie des moulures prismatiques formant culots qui reçoivent les moulures de la sablière de l'étage supérieur en encorbellement. Ces moulures, formées de deux listels séparés par une gorge, décrivent, au-dessus de la fenêtre et des panneaux, des linteaux arrondis à leurs extrémités. Le second étage présente le même décor et la même disposition que le premier. 

## Historique
Maison de marchands et d’artisans, près de l’église de Saint-Pierre, appartenant à Perrinet Leboix, cordonnier, à la fin du XVe siècle. Ce dernier possédait encore un ban pour la vente à la place du marché au blé (place François-Maugenest), qui avoisinait le marché des cuirs et des souliers.
Elle est inscrite partiellement au titre des monuments historiques par arrêté du 14 avril 1930.

## Protection
Éléments protégés : les façades sur rue et toitures.

## Galerie

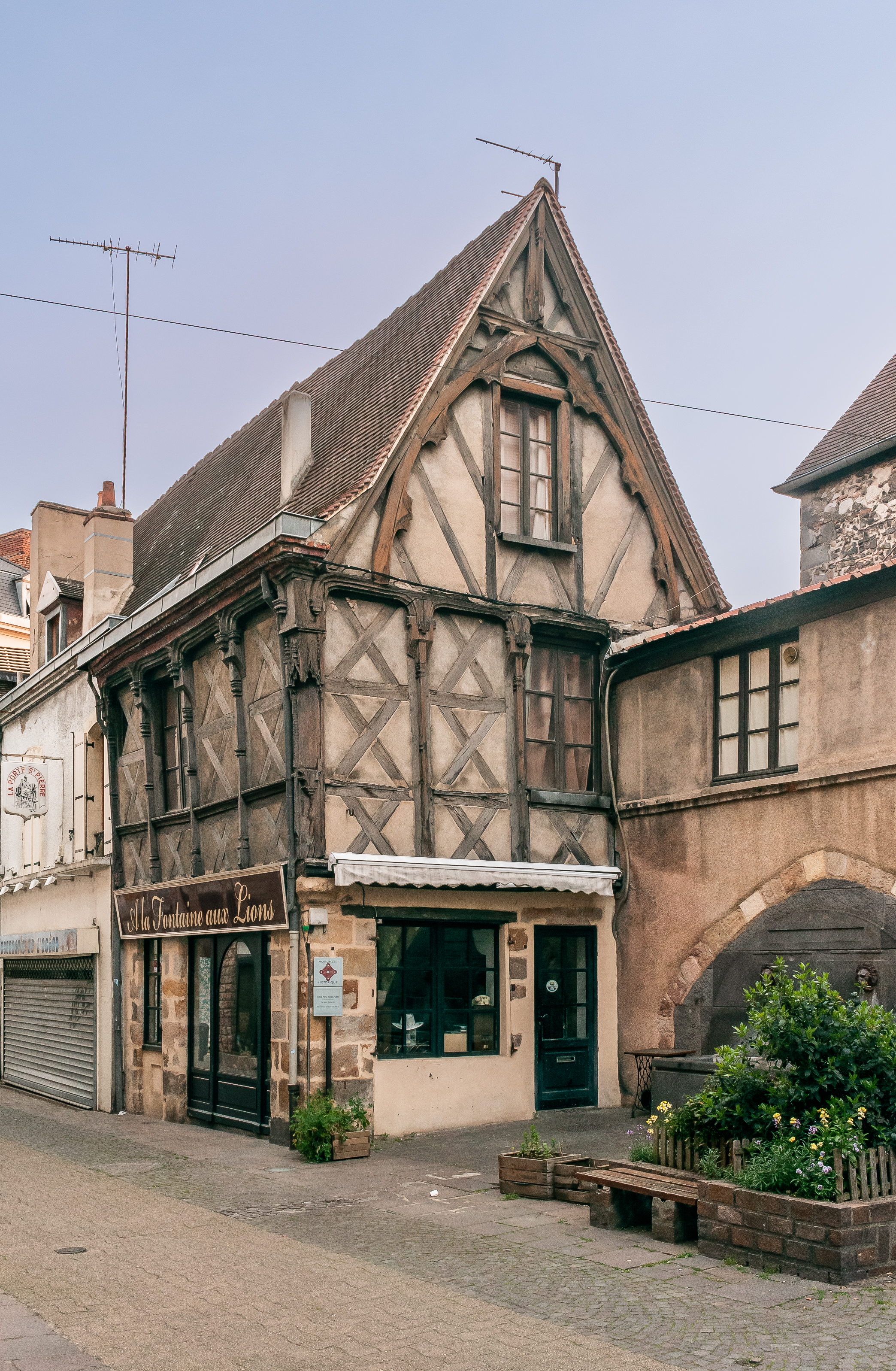
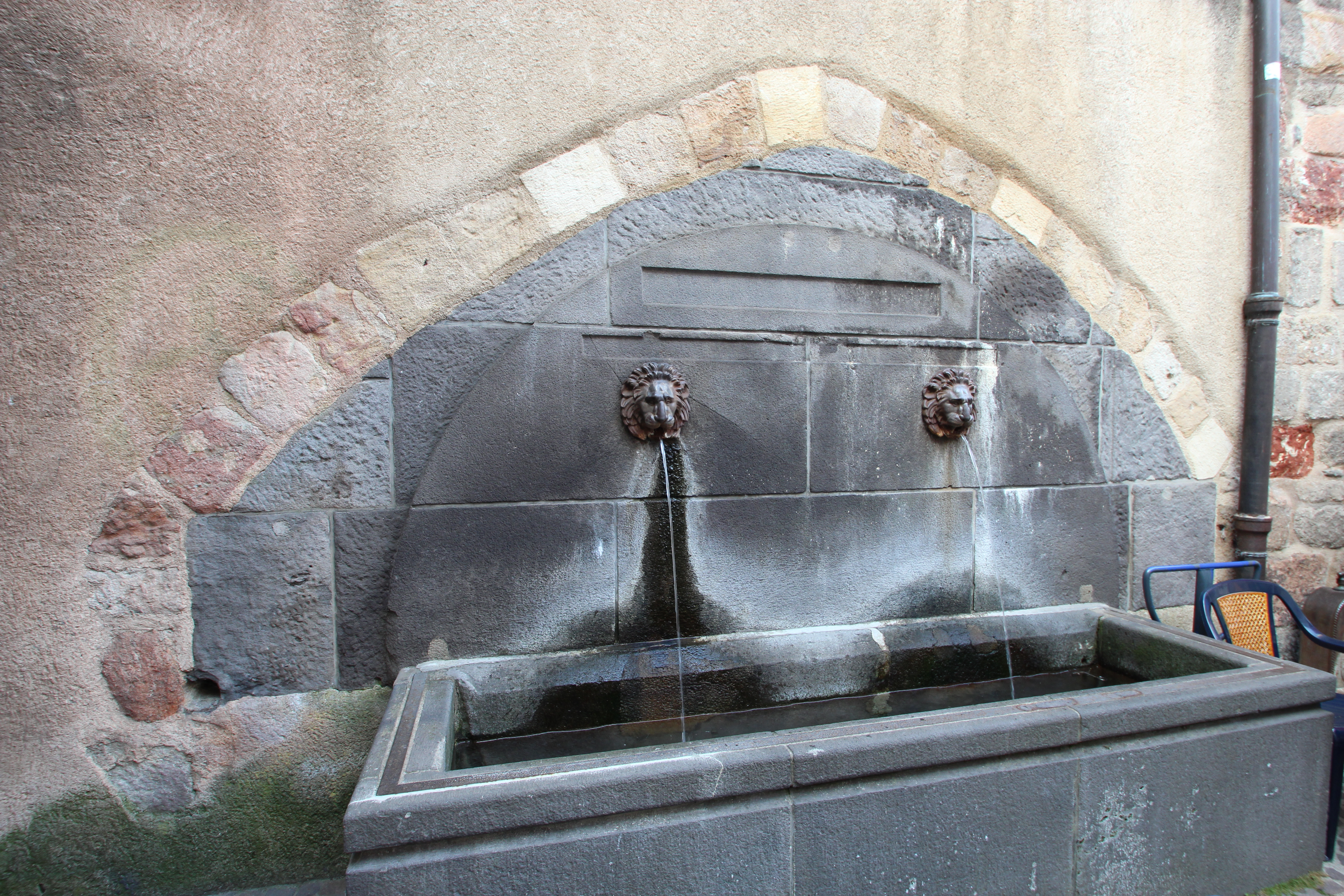
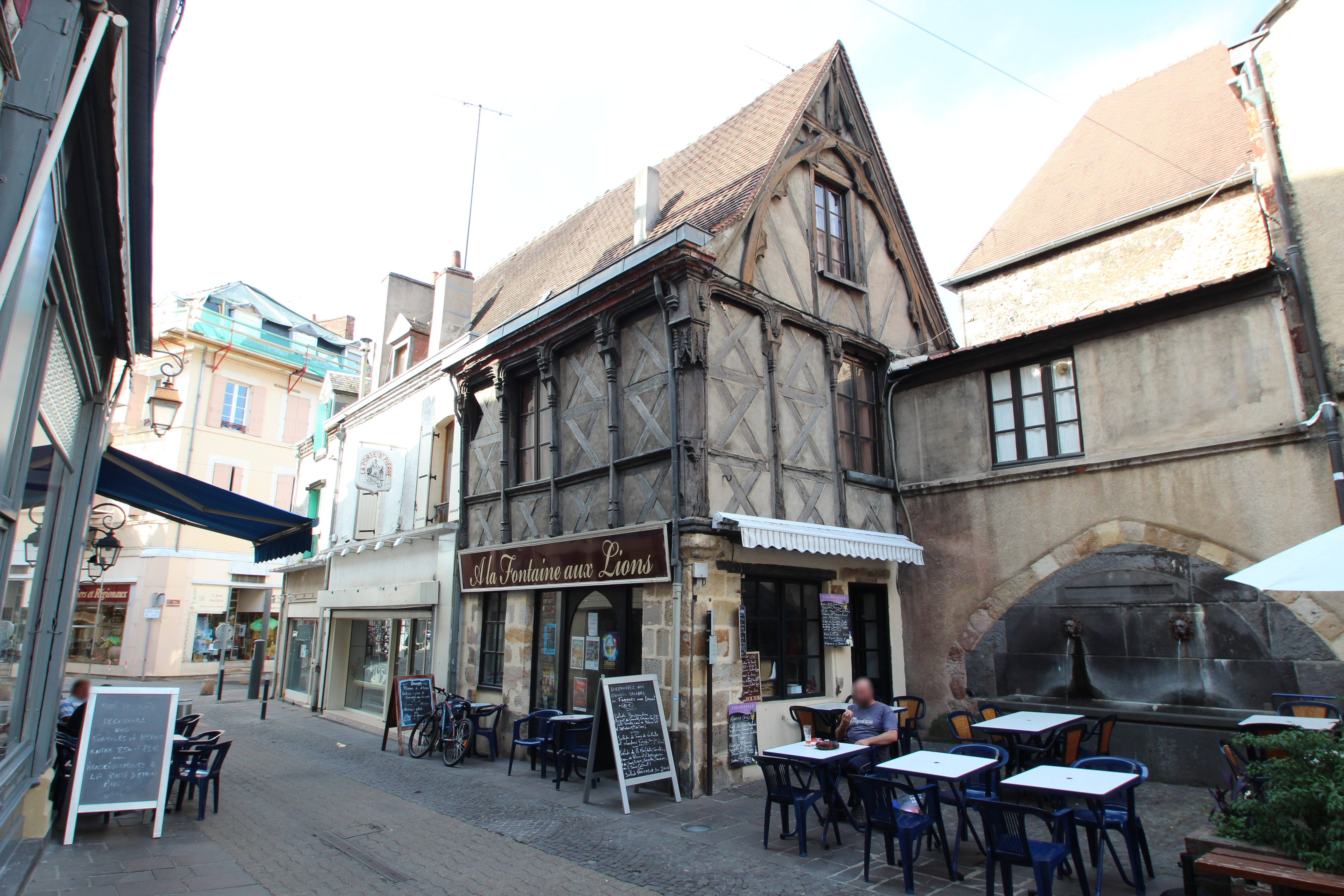